# Гвинтова насосна установка
Гвинтова насосна установка (рос. винтовая насосная установка, англ. screw pump plant; нім. Schraubenpumpanlage f) — комплекс пристроїв для переміщення рідини; складається з гвинтового насоса та двигуна. Застосовується в нафтовій і нафтохімічній промисловості для перекачування нафтопродуктів (зокрема обводненої і газонасиченої в'язкої нафти), у вугільній промисловості в гідравлічних системах і для піднімання води. Наземне гвинтове устаткування містить в основному дво-, п'ятигвинтовий насос з електродвигуном або двигуном внутрішнього згоряння.
Свердловинна гвинтова насосна установка — одногвинтовий насос із зануреним електродвигуном і системою живлення електрострумом (можуть також застосовуватися гідродвигуни).
Найпоширеніші вітчизняні гвинтові насосні установки мають такі параметри: тригвинтові — подача води 0,11—111 дм³/с, тиск до 25 МПа, і одногвинтові з подачею 0,16—16,5 дм³/с і тиском 10 МПа.
Синонім — гвинтове насосне устаткування, гвинтова помпова установка.